# Joseph Lee Rodgers
Joseph Lee Rodgers (9 febbraio 1953) è uno psicologo e insegnante statunitense. Insegna psicologia e sviluppo umano di Lois Autrey Betts alla Vanderbilt University. È anche professore emerito di George Lynn Cross Research presso l'Università dell'Oklahoma, dove ha insegnato dal 1981 al 2012.

## Carriera accademica
È stato presidente della Society for the Study of Social Biology, Society of Multivariate Experimental Psychology e delle divisioni 5 e 34 dell'American Psychological Association. Dal 2006 al 2011 è stato caporedattore della rivista Multivariate Behavioral Research . Ha conseguito il dottorato di ricerca in psicologia quantitativa presso l'Università della Carolina del Nord a Chapel Hill nel 1981, con una tesi in biostatistica . È membro dell'American Association for the Advancement of Science dal 2012.

### Attività di ricerca
La sua ricerca si è concentrata su argomenti come la relazione tra ordine di nascita e intelligenza umana , nonché comportamenti a rischio adolescenziale, come l'attività sessuale e l'uso di droghe.